# 华明乳业
天津华明乳业有限公司（英语：Huaming Ranch）是一家总部位于天津的中国主要乳和乳制品生产企业，成立于1996年，为中国农业产业化国家重点龙头企业。